# ميرفت سعيد
ميرفت سعيد ( - 8 ديسمبر 2015م)، ممثلة مصرية عملت في المسرح والإذاعة والتليفزيون. وهي شقيقة الفنانة راوية سعيد. تراوحت سنوات نشاطها منذ عام 1967 حتى عام 2009.

## أعمالها

### مسلسلات تليفزيونية
- متاعب المهنة، 1970
- المفسدون في الأرض، 1973
- سليمان الحلبي، 1977
- متى تبتسم الدموع، 1978
- حادي بادي، 1986
- زهور من نور، 1986
- حبيبي الذي لا أعرفه، 1989
- حكاية شفيقة ومتولي، 1993
- السقوط في بئر سبع، 1994
- ذو النون المصري، 1997
- أحلام وردية، 1998
- نهار وليل، 1999
- القضاء في الإسلام، بأجزائه
- البحث عن شقة الزوجية، 2002
- دعوة فرح، 2006
- العارف بالله، الإمام عبد الحليم محمود، 2008

### أفلام سينمائية
- الدخيل، 1976
- جفت الأمطار، 1967
- أيام الماء والملح، 1990
- جوبا، 2007

### مسرحيات
- الحزام، 1971
- العمر لحظة، 1974
- خمس نجوم، 1990

بالإضافة للعديد من المسلسلات الإذاعية.

## الوفاة
توفيت صباح الثلاثاء 8 ديسمبر 2015م، وتم تشييع الجثمان يوم الأربعاء من مسجد عمر مكرم بمنطقة وسط البلد وسط غياب من نجوم الوسط الفني وتم دفنها بمقابر العائلة.
نعت نقابة المهن التمثيلية الفنانة ميرفت سعيد، والتي رحلت عن عالمنا، ومن المقرر أن يقام عزاء كبير لها بمسجد عمر مكرم، يوم الأربعاء 9 ديسمبر. من جانبه أعلن نقيب المهن التمثيلة الدكتور أشرف زكي، عبر صفحته الرسمية بموقع التواصل الاجتماعي فيس بوك، خبر وفاة الفنانة القديرة، صباح يوم الثلاثاء 8 ديسمبر.